# Paracyathus lifuensis
Espèce
Statut CITES
Paracyathus lifuensis est une espèce de coraux appartenant à la famille des Caryophylliidae.